# المرو الأعلى والأسفل (أسلم)

تعديل مصدري - تعديل

المرو الأعلى والأسفل هي إحدى قرى عزلة أسلم اليمن بمديرية أسلم التابعة لمحافظة حجة، بلغ تعداد سكانها 172 نسمة حسب تعداد اليمن لعام 2004.